# Daniel Shays
Daniel Shays (Hopkinton, 1747 – Sparta, 29 settembre 1825) è stato un ufficiale e rivoluzionario statunitense.
Dopo aver combattuto nella Guerra d'indipendenza americana, divenne il leader principale della Ribellione di Shays, una ribellione armata dei contadini dello stato del Massachusetts avvenuta tra il 1786 e il 1787.

## Biografia

### I primi anni e la guerra d'indipendenza americana

Firma di Daniel Shay

Si crede che sia nato ad Hopkinton, nel Massachusetts, da Patrick Shays e Margaret Dempseys. Si sposa con Abigail Gilbert il 18 luglio del 1772 a Brookfield per poi essere nominato capitano del 5º reggimento del Massachusetts durante la guerra d'indipendenza, partecipando nella Battaglia di Bunker Hill e nella Battaglia di Saratoga. Si racconta inoltre che, alla fine della guerra, ricevette come premio per il suo servizio, una spada cerimoniale direttamente da La Fayette.

### La ribellione e gli ultimi anni
Congedatosi dall'esercito (1780), Shays occupò piccole posizioni nel governo locale del Massachusetts. Dopo aver combattuto politicamente per migliorare le condizioni di vita dei contadini dello stato, nell'inverno del 1786 Shays si mise alla testa di centinaia di contadini ribelli per contestare la politica del Massachusetts. Tra le loro richieste c'era il trasferimento della capitale da Boston a una località nel centro dello stato, un diverso modo di organizzare gli uffici di governo, il ripristino di una cartamoneta che lenisse la crisi economica seguita alla guerra d'indipendenza, la possibilità di controllare dappresso l'azione del legislativo e una revisione della carta costituzionale del 1780, che sembrava precludere spazio all'iniziativa popolare.
Le autorità del Massachusetts corsero presto ai ripari denunciando la natura sediziosa delle proteste: queste crebbero d'intensità sino a sfociare nell'assalto degli uomini di Shays all'arsenale federale di Springfield per rifornirsi di armi (26 settembre 1786). Il tentativo fallì e favorì di conseguenza la repressione: tra la fine del 1786 e l'inizio dell'anno successivo il colonnello Benjamin Lincoln sedò con la forza delle armi le proteste.

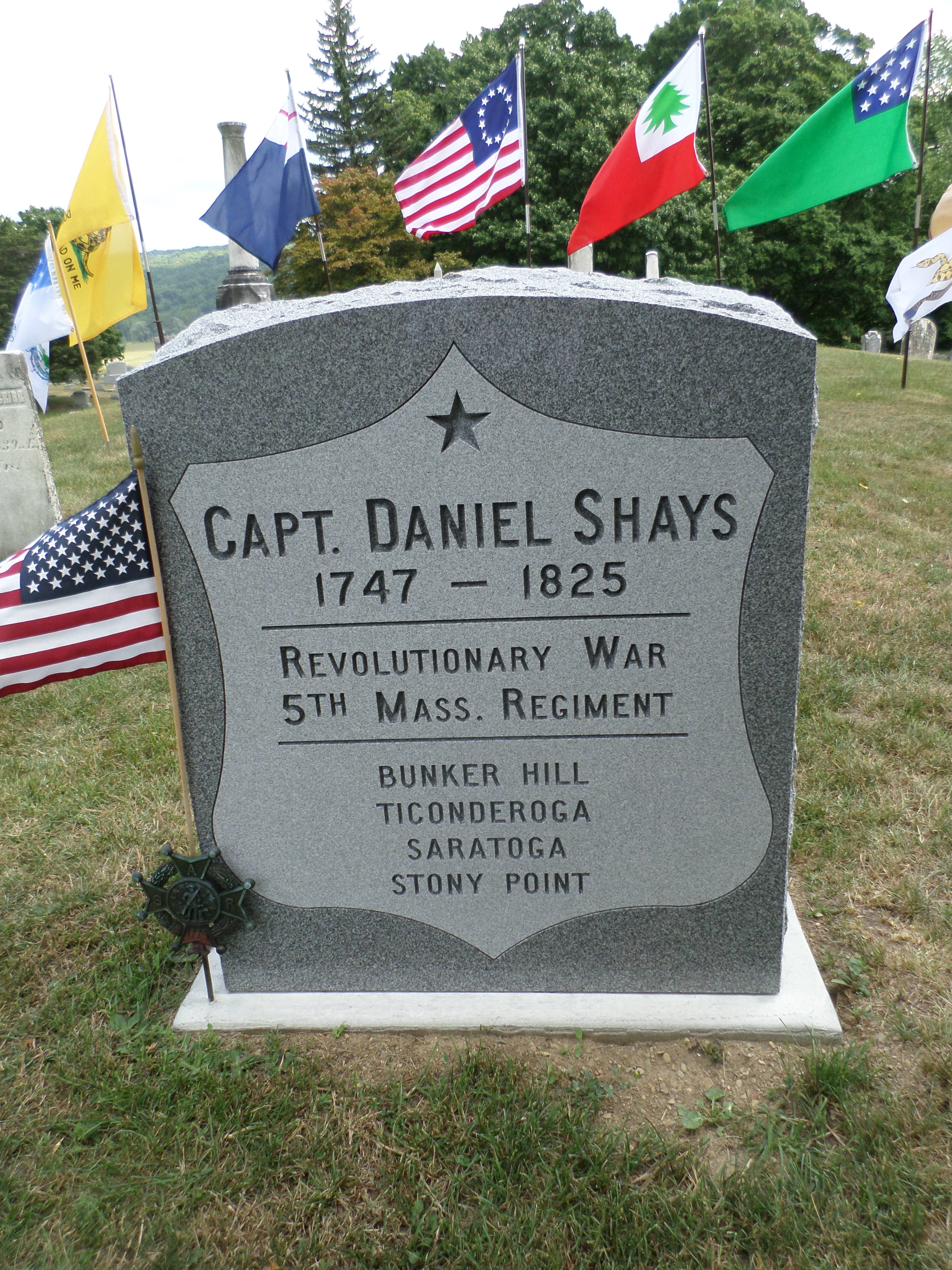
La tomba di Daniel Shay

Dopo la sconfitta dei ribelli, Shays si ritirò nella vicina Repubblica del Vermont, scampando alla condanna a morte che pendeva sulla sua testa. Nel 1788, ottenuta l'amnistia governativa da John Hancock, Shays si stabilì nello stato di New York, dove morirà in miseria all'età di 78 anni nella città di Sparta, nel 1825. Oggi il suo corpo è sepolto nel cimitero di Scottsburg, nella contea di Livingston.